# Sebastian Kollar
Sebastian Kollar, nacido en Suiza, 23 de febrero de 1987), futbolista suizo, con ascendencia húngara. Juega de defensa y su primer equipo fue FC Concordia Basel.

## Selección nacional
Ha sido internacional con la Selección de fútbol de Suiza Sub-21.
- Datos: Q328085